# Proenzym
Proenzym eller zymogen är ett inaktivt förstadium till en aktiv form av ett enzym. I mag-tarmkanalen förekommer det flera proenzym; pepsinogen (i magsäckens chief cells) till pepsin och trypsinogen (i bukspottkörteln) till trypsin är två exempel. I båda de här fallen handlar det om att skydda de producerande cellerna från att brytas ned av de proteinspjälkande proteinerna.
För att enzymet ska bli aktiverat från sin zymogena till sin aktiva form krävs en biokemisk förändring av substansen. I vissa fall kan en hydrolysering eller ett pH-skift räcka (som i både exemplen med matspjälkningsenzymen trypsin och pepsin där magsaftens låga pH aktiverar zymogenet), ibland är en mer komplicerad reaktion nödvändig för att enzymet ska bli aktivt. Denna aktivering kan bestå i att den aktiva ytan av enzymet legat dolt under en struktur som klyvs bort vid aktiveringen och blottar sin aktiva yta och kan binda till sitt substrat. Ibland innebär ändå aktiveringen att enzymets kemiska struktur förändras i högre grad.